# 2021年のアメリカ合衆国
2021年のアメリカ合衆国 （2021ねんのアメリカがっしゅうこく）では、2021年のアメリカ合衆国に関する出来事について記述する。

## 国家元首等
- 大統領
  - 第45代: ドナルド・トランプ （共和党、2017年1月20日 - 2021年1月20日）
  - 第46代: ジョー・バイデン （民主党、2021年1月20日[1] - ）
- 副大統領
  - 第48代: マイク・ペンス （共和党、2017年1月20日 - 2021年1月20日）
  - 第49代: カマラ・ハリス （民主党、2021年1月20日[2] - ）
- 最高裁判所長官
  - 第17代: ジョン・ロバーツ （2005年9月29日 - ）
- 下院議長
  - 第63代: ナンシー・ペロシ （民主党、2019年1月3日 - 2023年1月3日）
- 上院多数党院内総務
  - 第22代: ミッチ・マコーネル （共和党、2015年1月3日 - 2021年1月20日）
  - 第23代: チャック・シューマー （民主党、2021年1月20日 - ）

## できごと

### 1月
- 1月6日
  - 2021年アメリカ合衆国議会議事堂襲撃事件[3]。
  - Twitterがドナルド・トランプのアカウントを12時間凍結した[4]。
  - Facebookがドナルド・トランプのアカウントに対して、新しい投稿を24時間禁止した[4]。
- 1月7日
  - アメリカ合衆国議会合同会議で選挙人投票の正式な集計と確認が行われ、2020年アメリカ合衆国大統領選挙の結果が確定[5]。
  - Facebookがドナルド・トランプのアカウントを無期限に停止[6]。
- 1月8日 - Twitterは、現職アメリカ合衆国大統領であるドナルド・トランプのアカウントを永久に停止すると発表した[7]。
- 1月9日
  - アメリカ合衆国国務長官のマイク・ポンペオが、アメリカと台湾の当局者間の接触に関する「自主規制」を解除すると発表[8]。
  - Appleとアマゾン・ドット・コムは、右派が集まることで知られ、6日の米連邦議会議事堂占拠事件でデモ隊の連携のために用いられたSNS・パーラーをそれぞれのストアやウェブサービスから削除した。これによってパーラーは事実上オンライン接続できない状態になる。削除について両社は暴力行為をあおる投稿の拡散を防止する適切な対策が取られなかったことを理由としている[9]。
- 1月10日 - 民主党のナンシー・ペロシ下院議長が民主党議員への書簡で、マイク・ペンス副大統領に憲法の規定に基づいてトランプ大統領を解任するよう求めるため11日から議会での手続きを始めると明らかにした[10]。
- 1月11日
  - 米連邦捜査局（FBI）が、バイデン次期大統領の就任式までの間に武装した人々による抗議行動が起こる可能性があるとして警告を発した[11]。
  - NFL・スーパーボウルで6度の優勝を経験したニューイングランド・ペイトリオッツのビル・ベリチックが大統領自由勲章の受勲を辞退[12]。
- 1月12日 - YouTubeはドナルド・トランプのチャンネルでの新規の動画投稿やライブ配信を少なくとも7日間停止すると発表。また暴力を扇動する恐れがあると考えられるコンテンツに対する同社の指針に違反しているとし、複数の動画を削除した[6]。
- 1月13日
  - トランプ大統領が暴力や違法行為、破壊活動を批判する声明を発表[13]。
  - 米下院本会議は現職大統領のドナルド・トランプが支持勢力を扇動して連邦議会議事堂を襲撃・占拠させたとして罷免を求める弾劾訴追決議案を賛成232票、反対197票の賛成多数で可決。共和党からも10人の議員が賛成に回った。2019年にもウクライナ疑惑で弾劾訴追されており、米大統領が在任中に2回弾劾訴追されるのは史上初[14][15]。
  - アメリカ・ニューヨーク市のビル・デブラシオ市長がトランプ大統領一族が運営する企業「トランプ・オーガニゼーション」との契約を打ち切ると発表[16]。
- 1月20日 - 2021年ジョー・バイデン大統領就任式[17]。前年11月に脱退していたパリ協定に復帰[18]。
- 1月28日 - ジョージア州アトランタ近郊の食肉処理工場で液体窒素が流出する事故があり、少なくとも6人が死亡、9人が負傷[19]。

### 2月
- 2月7日 - 第55回スーパーボウルが開催され、タンパベイ・バッカニアーズがカンザスシティ・チーフスを31対9で破り、18年ぶり2度目の優勝、MVPはバッカニアーズのトム・ブレイディで、ブレイディは歴代最多を更新する5度目の受賞。バッカニアーズは本拠地の球団として史上初めてスーパーボウルに出場し、さらに優勝した[20]。
- 2月13日 - ドナルド・トランプ前大統領の弾劾裁判で上院100人のうち賛成が57人で、無罪判決となり、裁判は終結。共和党からの造反議員が7人いた。[21]。
- 2月15日 - アメリカ合衆国連邦政府は、記録的な大寒波の影響で、テキサス州電力危機が発生、多数の死者が出ているテキサス州を対象とする非常事態宣言を発出[22]。
- 2月25日 - セクハラで訴追されていた体操女子アメリカ代表のコーチのジョン・ゲダート（英語版）が自殺

### 3月
- 3月2日 - カリフォルニア州南部のメキシコ国境近くで20人以上が乗っていたスポーツ多目的車(SUV)が大型トラックと衝突し、少なくとも13人が死亡[23]。
- 3月3日 - イーロン・マスクがCEOを務めるスペースXが宇宙船・スターシップの高高度飛行に成功[24]。
- 3月14日
  - 第63回グラミー賞。最優秀レコード賞はビリー・アイリッシュの『en:Everything I Wanted』
  - イリノイ州シカゴの車庫で行われていたパーティーで銃撃があり、少なくとも2人が死亡、13人が負傷[25]。
- 3月16日 - ジョージア州アトランタのマッサージ店3軒で銃乱射事件が発生し、8人が死亡[26]。
- 3月19日 - 米中両国はアメリアのアラスカ州で開かれた２日間の高官協議を終了した。
- 3月22日 - コロラド州ボルダーのスーパーマーケットで銃撃事件が発生し、警察官1人を含む少なくとも10人が死亡[27]。

### 4月
- 4月2日 - アメリカ合衆国議会議事堂そばで乗用車が警備を突破して警察官2人に向けて突っ込み、1人が死亡、1人が負傷した。運転手は警察に射殺された[28]。
- 4月8日 - 元NFL選手のフィリップ・アダムズ（英語版）がサウスカロライナ州ロックヒルで銃乱射事件を起こし、5人が死亡。容疑者は帰宅後に自殺[29]。
- 4月11日 - ミネソタ州ブルックリンセンター（英語版）で白人女性警察官が黒人男性を射殺。テーザー銃と間違えて拳銃を使用したとみられるが、過失致死容疑で逮捕された[30]。翌12日にはミネソタ州を本拠地とするMLB、NBA、NHLの球団の試合が延期された[31]。
- 4月14日 -Coinbaseが暗号資産専業企業として初めてNASDAQに上場[32]。
- 4月15日 - インディアナ州インディアナポリスで銃乱射事件が発生し、8人が死亡、容疑者は自殺[33]
- 4月25日 - 第93回アカデミー賞。作品賞は、クロエ・ジャオ監督『ノマドランド』。

### 5月
- 5月3日 - バークシャー・ハサウェイはウォーレン・バフェットの万が一の際の後継者としてグレッグ・アベル（英語版）を指名[34]。
- 5月7日 - 国内最大の石油パイプラインを運営するコロニアル・パイプライン（英語版）がダークサイドからのランサムウェアの標的となり、操業を一時停止[35]。
- 5月14日 - 共和党会議（英語版）議長（同党ナンバー3の役職）にエリス・ステファニク（英語版）が就任。ステファニクはドナルド・トランプ前大統領を支持しており、2日前にトランプに批判的なリズ・チェイニーが解任されていた[36]。
- 5月17日 - AT&T傘下のワーナーメディアとディスカバリーが統合して新会社を設立することに合意。企業価値は1500億ドル程度の見込み[37]。
- 5月26日 - カリフォルニア州サンノゼの鉄道施設で銃乱射事件が発生し、8人が死亡[38]。
- 5月29日 - テネシー州で小型飛行機が墜落し、俳優のジョー・ララなど7人が死亡[39]。
- 5月30日 - フロリダ州マイアミガーデンズのイベント会場で3人組が人混みに向けて無差別に銃を乱射し、2人が死亡、少なくとも20人が負傷[40]。

### 6月
- 6月7日 - エーザイとバイオジェンが共同開発したアルツハイマー型認知症治療薬のアデュカヌマブをアメリカ食品医薬品局が迅速承認 (FDA)（英語版）した。アルツハイマー病への新薬としては18年ぶり、アミロイドβを標的としたものとしては初[41]。
- 6月20日 - 2021年の全米オープン (ゴルフ)（英語版）でジョン・ラームが優勝[42]。
- 6月24日 - アメリカ・フロリダ州マイアミ近郊サーフサイド（英語版）で12階建てのコンドミニアム「チャンプレイン・タワーズ・サウス」が崩落する事故が発生。98人が死亡[43]。
- 6月28日～7月7日 - NHL・2021年のスタンリーカップファイナル（英語版）が開催され、タンパベイ・ライトニングがモントリオール・カナディアンズを4勝1敗で破り、2年連続3度目の優勝、MVPはライトニングのアンドレイ・ワシレフスキー（英語版）[44]。

### 7月
- 7月6日-20日 - NBA・2021年のNBAファイナルが開催され、ミルウォーキー・バックスがフェニックス・サンズを4勝2敗で破り、50年ぶり2度目の優勝、MVPはバックスのヤニス・アデトクンボ[45]。
- 7月23日 - ダウ平均株価の終値が初の3万5000台となった[46]。
- 7月28日 - アラスカ州アラスカ半島のペリービル（英語版）付近でマグニチュード8.2の地震が発生、死傷者なし[47]。

### 8月
- 8月21日 - テネシー州ハンフリーズ郡で豪雨が発生し、少なくとも21人が死亡[48]。
- 8月27日頃 - 旅行系インフルエンサーのギャビー・ペティート殺人事件が発生。婚約者は後に自殺。
- 8月30日 - 米軍のアフガニスタンからの撤退が完了[49]。

### 9月
- 9月1日 - テキサス州で妊娠6週以降の人工妊娠中絶を禁止する法律が施行[50]。
- 9月4日 - ハリケーン・アイダ（英語版）がルイジアナ州に上陸後、北上し、少なくとも82人が死亡[51]。
- 9月15日 - アメリカ・オーストラリア・イギリスによるの三国間の軍事同盟の「AUKUS」を創設[52]。
- 9月25日 - モンタナ州ジョプリン（英語版）でアムトラックの列車が脱線し、3人が死亡、負傷者が多数[53]。

### 10月
- 10月3日 - カリフォルニア州ハンティントンビーチで原油流出事故が発生[54]。
- 10月7日 - カリフォルニア州で国内初となる合意のないステルシングを禁止する法律が成立[55]。
- 10月26日-11月2日 - MLB・2021年のワールドシリーズが開催され、アトランタ・ブレーブスがヒューストン・アストロズを4勝2敗で破り、26年ぶり10度目の優勝、MVPはブレーブスのホルヘ・ソレア[56]。
- 10月28日 - Facebookが社名をメタ・プラットホームズに変更。メタバース事業に注力するため[57]。

### 11月
- 11月2日 - 2021年ニューヨーク市長選挙で民主党のエリック・アダムズ（英語版）が共和党のカーティス・スリワ（英語版）を破って初当選[58]。
- 11月5日 - トラヴィス・スコットがヒューストンにあるNRGパークで開催したアストロワールド・フェスティバルで、観客がステージ前に殺到するなどしパニック状態となり、8人が死亡した。このフェスには約50,000人が参加していた[59]。
- 11月21日 - ウィスコンシン州ウォキショーのクリスマスパレードに車が突っ込み、6人が死亡、62人が負傷[60]。

### 12月
- 12月9日-10日 - ジョー・バイデン大統領が主導して世界111の国と地域をオンラインで招待して民主主義サミットを開催[61]。
- 12月10日 - ケンタッキー州で竜巻が多発し、70人以上が死亡
- 12月30日 - 2022年1月1日 - コロラド州マーシャルで大規模森林火災（2021年マーシャル火災）。